# 91P/Russell
La comète Russell 3, officiellement 91P/Russell, est une comète périodique du système solaire, découverte le 14 juin 1983 par Kenneth S. Russell au UK Schmidt Telescope de l'observatoire de Siding Spring en Australie.